# Caitlin E.J. Meyer
Caitlin Elizabeth Joelle Meyer (n.29 de febrero de 1992 en Salt Lake City, Utah, Estados Unidos) es una actriz estadounidense. 
Ha protagonizado muchas películas como Little Secrets, con Evan Rachel Wood y la serie 7th Heaven con David Gallagher. También ha aparecido como actriz invitada en varios programas y películas para televisión. Su primer papel en teatro fue como La niña del fósforo y su primer papel en una película fue en I Saw Mommy Kissing Santa Claus en 2002. A lo largo de su carrera, ha ganado dos Premios Young Artist por sus actuaciones; el primero en 2003 como "Mejor actuación en una película por una actriz joven de diez años o menos" por su personaje en Little Secrets; y el segundo en 2004 como "Mejor actuación en un cortometraje" por su interpretación en A Pioneer Miracle.

## Vida personal
Su madre nació y se crio en Inglaterra y su padre se crio en Washington D. C.. Tiene cinco hermanos y dos hermanas.

## Filmografía[4]

### Cine
| Año  | Título                                  | Papel                              | Notas                                  |
| ---- | --------------------------------------- | ---------------------------------- | -------------------------------------- |
| 1997 | Mother Knows Best                       | Florista en el casamiento          | Película para televisión No acreditada |
| 2001 | Little Secrets                          | Isabelle                           |                                        |
| 2002 | I Saw Mommy Kissing Santa Claus         | Mary Poindexter                    |                                        |
| 2002 | Handcart                                | Niña Larsen                        | No acreditada                          |
| 2003 | A Pioneer Miracle                       | Belle Richards a la edad de 8 años | Cortometraje                           |
| 2006 | Pirates of the Great Salt Lake          | Niña Scout #1                      |                                        |
| 2006 | Take a Chance                           | Lindsay Harris                     | Directo a vídeo                        |
| 2006 | Against Type                            | Jenny                              | Película para televisión               |
| 2006 | Samuel the Lamanite                     | Stacy                              |                                        |
| 2007 | Beauty and the Beast: A Latter-Day Tale | Kelli                              |                                        |
| 2007 | Saving Sarah Cain                       | Courtney                           |                                        |
| 2007 | Turn Around                             | Ashley Pratt                       |                                        |
| 2009 | One Man's Treasure                      | Allison                            |                                        |
| 2009 | Minor Details                           | Paige                              |                                        |
| 2009 | Getting Ahead                           | Jennifer Lunt                      | Cortometraje                           |
| 2010 | You're So Cupid                         | Lilly Valentine                    |                                        |
| 2010 | I Love You Bernie Summersby             | Joven Agnes Summersby              | Cortometraje                           |
| 2011 | 17 Miracles                             | Tamar Loader                       |                                        |
| 2012 | Life According to Penny                 | Lila                               | Cortometraje                           |
| 2012 | Abide with Me                           | Abigail                            | Cortometraje                           |

### Televisión
| Año  | Título                                            | Papel                    | Notas                          |
| ---- | ------------------------------------------------- | ------------------------ | ------------------------------ |
| 2001 | Cover Me: Based on the True Life of an FBI Family | Annie                    | Episodio: "The River"          |
| 2002 | It's a Miracle                                    | Niña llorando en el aula | Episodio: "Angel Intervention" |
| 2002 | JAG                                               | Niña Zuzello             | Episodio: "In Thin Air"        |